# Carnitina O-palmitoiltransferasi
La carnitina O-palmitoiltransferasi (numero EC 2.3.1.21) è un enzima appartenente alla classe delle transferasi, che catalizza la seguente reazione:
palmitoil-CoA + L-carnitina ⇄ CoA + L-palmitoilcarnitina
L'enzima ha un'ampia specificità per il gruppo acile, nell'intervallo tra il C8 ed il C18; ha un'ottima attività con il palmitoil-CoA.